# بطولة أمم أوروبا للكرة الطائرة للرجال
بطولة أمم أوروبا للكرة الطائرة للرجال هو المسابقة الرسمية لفرق منتخبات الكرة لرياضة كرة الطائرة في أوروبا ينظمها الاتحاد الأوروبي للكرة الطائرة.